# Patrik Macej
Patrik Macej (Ostrava, 11 giugno 1994) è un calciatore ceco, portiere del Podbrezová.

## Carriera

### Club
Cresciuto nelle giovanili del Baník Ostrava, nel 2014 viene promosso in prima squadra. Nel gennaio 2015 si trasferisce in Slovacchia, allo Slavoj Trebišov. Nell'estate 2015 viene acquistato dallo Zemplín Michalovce, che lo gira in prestito al Football Club Lokomotíva Košice. Nell'estate 2016 torna allo Zemplín Michalovce. Nell'estate 2017 viene acquistato dal FK DAC 1904 Dunajská Streda.

### Nazionale
Ha debuttato con la Nazionale Under-21 il 24 marzo 2017, nell'amichevole Repubblica Ceca-Slovacchia (4-1). Viene inserito nella lista dei convocati per l'Europeo Under-21 2017.